# Andrés Aldama
Andrés Aldama Cabrera (* 9. dubna 1956 Matanzas, Kuba) je bývalý kubánský boxer.
V roce 1976 na olympijských hrách v Montréalu vybojoval stříbrnou a v roce 1980 na hrách v Moskvě zlatou medaili. V roce 1979 vybojoval zlatou medaili na Panamerických hrách.